# Hypsopanchax zebra
Hypsopanchax zebra är en fiskart som först beskrevs av Pellegrin 1929.  Hypsopanchax zebra ingår i släktet Hypsopanchax och familjen Poeciliidae. IUCN kategoriserar arten globalt som livskraftig. Inga underarter finns listade i Catalogue of Life.